# Bilu
I Bilu (in ebraico ביל"ו‎?; acronimo derivato da un versetto della Bibbia e precisamente dal Libro di Isaia (2:5) "בית יעקב לכו ונלכה" "Beit Ya'akov Lekhu Ve-nelkha" ("Casa di Giacobbe, vieni, camminiamo" [nella luce del Signore]) erano un gruppo di idealisti ebrei che aspiravano a creare degli insediamenti in Terra d'Israele, con lo scopo politico di liberare Eretz Yisrael e ristabilirvi lo stato di Israele.
L'ondata di pogrom degli anni 1881-1884 e le "Leggi di Maggio" antisemitiche del 1882 introdotte dallo zar Alessandro III di Russia provocarono un'emigrazione di massa degli ebrei dall'Impero russo. Più di 2 milioni di Ebrei fuggirono dalla Russia tra il 1880 e il 1920. Una gran parte di essi emigrò negli Stati Uniti, ma alcuni decisero di fare aliyah.
Il primo gruppo di Bilu fu fondato da quattordici ex-studenti universitari di Charkiv, che nel luglio del 1882 arrivarono in Palestina, una provincia dell'Impero ottomano, in tempi antichi sede storica della nazione ebraica. Nello stesso mese, dopo un fallito tentativo di frequentare una scuola agricola ebraica a Mikveh Israel, i Bilu si unirono ai pionieri Hovevei Zion e insieme fondarono Rishon LeZion ("la prima di Sion"), una cooperativa agricola, su terre comprate dal villaggio arabo Eyun Kara. La cooperativa non aveva acqua a sufficienza e, nel giro di pochi mesi, di fronte alla fame, la maggior parte dei membri andò via.
Essi chiesero aiuto al Barone Edmond James de Rothschild, il quale finanziò la creazione di un'azienda vinicola in Palestina. Nel 1886 cominciò la costruzione dell'azienda Rishon Le-Zion, che alla fine diventò una florida azienda esportatrice di vino.
Secondo il Dizionario Enciclopedico Brockhaus ed Efron, le esportazioni di vino e cognac della regione nel 1895 solamente ammontavano a 277.000 franchi.
Con l'aiuto di Rothshild, i Bilu fondarono anche Zichron Yaakov. Nel 1884 a otto membri del gruppo fu offerta della terra a Gedera.